# Roberta Bondar
Roberta Bondar (Sault Ste. Marie, 4 december 1945) is de eerste vrouwelijke astronaut van Canada.
Bondar werd samen met vijf andere astronauten uitgekozen voor het Canadese ruimtevaartprogramma.
In 1992 reisde ze voor het eerst in de ruimte in de space shuttle Discovery.